# جائزة الكرة الذهبية 1977
جائزة الكرة الذهبية 1977، جائزة سنوية تُعطى لأفضل لاعب كرة القدم في العالم من طرف مجلة فرانس فوتبول الفرنسية، كما تقرره لجنة دولية من الصحفيين الرياضيين، وفاز بالجائزة في 1977 اللاعب الدنماركي ألان سيمونسن لاعب بايرن ميونخ.

## الترتيب
| الترتيب | اللاعب        | النادي               | الجنسية  | النقاط |
| ------- | ------------- | -------------------- | -------- | ------ |
| 1       | ألان سيمونسن  | بوروسيا مونشنغلادباخ | الدنمارك | 74     |
| 2       | كيفن كيغان    | هامبورغ              | إنجلترا  | 71     |
| 3       | ميشيل بلاتيني | نانسي                | فرنسا    | 70     |